# Bombus impatiens
Bombus impatiens (saknar svenskt namn) är en insekt i överfamiljen bin (Apoidea) och släktet humlor (Bombus) som lever i stora delar av Nordamerika.

## Beskrivning
Huvudet är svarthårigt med en del gula hår på hjässan; mellankroppen och främsta bakkroppssegmentet är gula; i övrigt är humlan svart. Drottning, arbetare och hanar skiljer sig åt främst beträffande storleken: Drottningen blir 17 till 21 mm lång, arbetarna 8 till 16 mm och hanarna 12 till 17 mm. I övrigt är de lika varandra; dock har arbetarna och i synnerhet hanen oftast mera gult på huvudet än drottningen. Arbetare, hanar och ibland drottningar har en mörkare fläck med inblandade svarta hår på mellankroppen mittemellan vingfästena. Arten har medellång tunga.

## Ekologi
Humlan bygger sitt bo i underjordiska håligheter både på öppna fält och i skogsområden. Arten lever i många olika habitat som skogar, våtmarker, odlade områden och mänsklig bebyggelse. Som vanligt bland humlor patrulleringsflyger hanarna längs fasta banor för att hitta parningsvilliga honor. Arten är polylektisk, den besöker över 100 släkten av blommande växter som bland många andra pontederior, tistlar, flocklar, Gelsemium, gullrissläktet, astersläktet,  balsaminer, apelsläktet, pontederior, hallonsläktet och klöver.
Drottningarna är aktiva från början av april, arbetarna kommer fram ytterligare en månad senare, medan hanarna uppträder från början av juni. I slutet på oktober dör alla, utom de unga drottningarna som går i ide under vintern.

## Kommersiell användning
Arten är en viktig pollinatör, och odlas som sådan inte minst som växthuspollinatör av tomat, där plantorna inte kan självpollinaseras på grund av den stillastående luften, men där humlorna kan "skaka av" pollenen genom att vibrera sina flygmuskler ("buzz pollination"). Dessutom används den som pollinatör av frilandsgrödor som honungsbin klarar sämre av på grund av dålig koordinering av flygperioder hos de senare, som exempelvis blåbär.

## Utbredning
Bombus impatiens är en vanlig art som finns ursprungligt från södra Kanada till större delen av östra USA västerut till Great Plains. Arten är även oavsiktligt introducerad väster om Klippiga bergen genom förrymda, farmade växthuspollinatörer.

## Bevarandestatus
Populationen är stabil, kanske rent av ökande. Internationella naturvårdsunionen (IUCN) anger inga specifika hot för arten, utan listar den som livskraftig (LC).